# Pierre Filhol
Pour les articles homonymes, voir Filholi.
Pierre Filhol, ou Pierre le Filleul, né à Gannat en 1438 et mort à Paris en 1541, est un prélat français du XVIe siècle, évêque de Sisteron puis archevêque d'Aix-en-Provence.

## Biographie
Pierre Filhol est né en 1438 à Gannat, dans le duché de Bourbon ; il est issu d'une famille de la bourgeoisie locale, sans illustration particulière,. Son frère Noël est notaire royal, tandis que son frère Jacques est capitaine de Gannat.
Filhol est premier président de la Chambre des comptes de Paris, lorsqu'à la mort de Laurent Bureau en 1504, le roi Louis XII le choisit pour succéder à ce prélat sur le siège de Sisteron. En septembre 1504 il est délégué du pape Jules II, avec Charles de Carretto, marquis de Final, à la conférence à Blois, entre Maximilien Ier, empereur d'Allemagne, et le roi Louis XII, et de laquelle résulte un traité, qui doit enlever à la république de Venise, tous les territoires qu'elle avait arrachés à la Hongrie, à l'Autriche, au Milanais, au Saint-Siège et au royaume de Naples. L'évêque de Sisteron, pour prix de ses nombreuses courses de Jules à Louis et de Louis à Jules, est gratifié de l'archevêché d'Aix-en-Provence.
Nommé à l'archevêché d'Aix-en-Provence en 1506, Pierre ne peut être installé sur son siège qu'en 1508. En 1510, l'Université d'Aix le choisit pour chancelier. Comme les affaires de l'État ne lui permettent pas de résider assidûment dans son diocèse, il en confie l'administration à divers vicaires généraux. Dès 1513, il est lieutenant du gouverneur en Provence, et, en 1515, titré conseiller d'honneur du parlement d'Aix. Il doit réprimer les mouvements qui éclatent à Marseille entre Forbin et Guiran au sujet de l'administration de cette ville. Pierre Filhol prend parti pour le premier et fait emprisonner Guiran.
L'archevêque d'Aix est présent au concile que le roi Louis XII réunit à Tours en 1510, et où il propose huit questions relatives à la guerre qu'il se dispose à déclarer au pape Jules II pour secourir  Alphonse, duc de Ferrare, son allié. En quittant cette assemblée, Pierre le Filleul est arrêté par ordre du pape et est conduit à Avignon, où il est détenu prisonnier. Sa détention n'est pas bien longue, car Jules II étant mort en février 1513, la paix se fait entre la cour de France et le Saint-Siège.
De retour à Aix, Pierre Filhol donne des ordres pour l'embellissement de son église métropolitaine, dont il fait fermer le chœur par une grille en fer ouvragé, et décorer la sainte chapelle de peintures. Par ses soins, on construit le grand escalier du palais de l'archevêché et une magnifique tribune est élevée dans l'église des dominicains de Saint-Maximin. Il fait partie du conseil public formé pendant la captivité du roi François Ier en Espagne. Contraint de résider à Paris, il prie en 1530 le roi François Ier de lui accorder son neveu Antoine Imbert Filhol pour coadjuteur. Depuis ce moment, l'archevêque d'Aix se retire à Paris, où il meurt à l'âge de 102 ans.
Pierre Filhol permet en 1515, aux servites, dits de l'Annonciade, de construire au quartier de Saint-Jean d'Aix, une maison de leur Ordre et une église que bénit Antoine de Tende, évêque de Riez. En 1518, le grand-vicaire de Pierre autorise l'établissement à Aix de diverses compagnies de pénitents.
Pierre Filhol est toujours resté attaché à sa ville natale et à sa famille. Il achète avant 1518 à proximité de Gannat le château de la Fauconnière. Il finance des travaux dans l'église Sainte-Croix de Gannat. Il achète en 1526 le terrain sur lequel fut construite une chapelle dédiée à sainte Procule, patronne de Gannat. Il comble de largesses ses frères et dote leurs filles. 
Pierre Filhol meurt le 22 janvier 1541 à l'âge de cent deux ans. 
Son neveu Gilbert, fils de Jacques Filhol, est son héritier et entre en possession de l'héritage, et notamment de la Fauconnière, le 20 mai 1547.